# Fäktning vid olympiska sommarspelen 1948
Vid olympiska sommarspelen 1948 i London avgjordes sju grenar i fäktning, sex för män och en för kvinnor, och tävlingarna hölls mellan 30 juli och 13 augusti 1948 i Palace of Engineering. Antalet deltagare var 294 tävlande från 30 länder.

## Medaljfördelning
| Medaljfördelning |           |      |        |       |        |
| Placering        | Nation    | Guld | Silver | Brons | Totalt |
| 1                | Frankrike | 3    | 1      | 0     | 4      |
| 2                | Ungern    | 3    | 0      | 2     | 5      |
| 3                | Italien   | 1    | 4      | 1     | 6      |
| 4                | Danmark   | 0    | 1      | 0     | 1      |
| 4                | Schweiz   | 0    | 1      | 0     | 1      |
| 6                | Belgien   | 0    | 0      | 1     | 1      |
| 6                | Sverige   | 0    | 0      | 1     | 1      |
| 6                | USA       | 0    | 0      | 1     | 1      |
| 6                | Österrike | 0    | 0      | 1     | 1      |

## Medaljörer

### Herrar
| Gren                    | Guld | Silver | Brons |
| Värja Detaljer...       | Luigi Cantone · Italien                                                                                     | Oswald Zappelli · Schweiz | Edoardo Mangiarotti · Italien |
| Värja lag Detaljer...   | Frankrike · Maurice Huet · Michel Pécheux · Marcel Desprets · Edouard Artigas · Henri Guerin · Henri Lepage | Italien · Luigi Cantone · Marco Antonio Mandruzzato · Carlo Agostoni · Edoardo Mangiarotti · Fiorenzo Marini · Dario Mangiarotti | Sverige · Frank Cervell · Carl Forssell · Bengt Ljungquist · Sven Thofelt · Per Carleson · Arne Tollbom                                       |
| Florett Detaljer...     | Jehan Buhan · Frankrike                                                                                     | Christian d'Oriola · Frankrike                                                                                                   | Lajos Maszlay · Ungern |
| Florett lag Detaljer... | Frankrike · Adrien Rommel · Christian d'Oriola · Andre Bonin · Jacques Lataste · Jehan Buhan · René Bougnol | Italien · Saverio Ragno · Renzo Nostini · Manlio Di Rosa · Giorgio Pellini · Edoardo Mangiarotti · Giuliano Nostini              | Belgien · André Van De Werve De Vorsselaer · Paul Louis Jean Valcke · Raymond Bru · Georges de Bourguignon · Henri Paternóster · Édouard Yves |
| Sabel Detaljer...       | Aladár Gerevich · Ungern                                                                                    | Vincenzo Pinton · Italien | Pál Kovács · Ungern |
| Sabel lag Detaljer...   | Ungern · László Rajcsányi · Bertalan Papp · Aladár Gerevich · Tibor Berczelly · Rudolf Kárpáti · Pál Kovács | Italien · Carlo Turcato · Gastone Darè · Vincenzo Pinton · Mauro Racca · Renzo Nostini · Aldo Montano                            | USA · Miguel de Capriles · Norman Cohn-Armitage · George Vitez Worth · Dean Victor Cetrulo · James Hummitzsch Flynn · Tibor Andrew Nyilas     |

### Damer
| Gren                | Guld                | Silver                   | Brons                    |
| Florett Detaljer... | Ilona Elek · Ungern | Karen Lachmann · Danmark | Ellen Müller · Österrike |

## Deltagande nationer
Totalt deltog 294 fäktare (255 män och 39 kvinnor) från 30 länder vid de olympiska spelen 1948 i London.
| | | | |
| - Argentina (19) - Belgien (18) - Brasilien (7) - Chile (3) - Colombia (2) - Danmark (15) - Egypten (9) - Finland (6) | - Frankrike (21) - Grekland (6) - Irland (5) - Italien (19) - Kanada (6) - Kuba (6) - Luxemburg (6) - Mexiko (9) | - Nederländerna (9) - Norge (5) - Peru (3) - Polen (7) - Portugal (6) - Schweiz (19) - Storbritannien (19) | - Sverige (8) - Tjeckoslovakien (5) - Turkiet (6) - Ungern (18) - Uruguay (5) - USA (20) - Österrike (7) |